# Alexandre de La Patellière
Alexandre Dubois de La Patellière (Parigi, 24 giugno 1971) è uno sceneggiatore, drammaturgo e regista francese.

## Biografia
Figlio dello sceneggiatore e regista Denys de La Patellière, inizia la sua carriera cinematografica come aiuto regista. Autore teatrale, nel 2010, in collaborazione con Matthieu Delaporte, debutta a Parigi con la commedia Le Prénom, che adatterà di persona per il cinema come Cena tra amici (2012).

## Filmografia

### Sceneggiatore

#### Cinema
- Les Parrains, regia di Frédéric Forestier (2005)
- La giungla a Parigi (La Jungle), regia di Matthieu Delaporte (2006)
- Renaissance, regia di Christian Volckman (2006)
- RTT, regia di Frédéric Berthe (2009)
- L'immortale (L'Immortel), regia di Richard Berry (2010)
- The Prodigies, regia di Antoine Charreyron (2011)
- Il était une fois, une fois, regia di Christian Merret-Palmair (2012)
- Cena tra amici (Le Prénom), regia di Alexandre de La Patellière e Matthieu Delaporte (2012)
- Un perfetto sconosciuto (Un illustre inconnu), regia di Matthieu Delaporte (2014)
- Papa ou Maman, regia di Martin Bourboulon (2015)
- Papa ou Maman 2, regia di Martin Bourboulon (2016)
- Il meglio deve ancora venire (Le meilleur reste à venir), regia di Alexandre de La Patellière e Matthieu Delaporte (2019)
- Volami via (Envole-moi), regia di Christophe Barratier (2021)
- I tre moschettieri - D'Artagnan (Les Trois Mousquetaires: D'Artagnan), regia di Martin Bourboulon (2023)
- I tre moschettieri - Milady (Les trois mousquetaires: Milady), regia di Martin Bourboulon (2023)
- Il conte di Montecristo (Le Comte de Monte-Cristo), regia di Alexandre de La Patellière e Matthieu Delaporte (2024)

#### Televisione
- Il commissario Maigret (Maigret) – serie TV, episodi 4x03-5x02 (1994-1995)
- Skyland – serie TV animata (2006) - creatore
- Iron Man: Armored Adventures – serie TV animata, episodi 1x01-1x02 (2009)
- Il piccolo principe (Le Petit Prince) – serie TV animata, episodio 1x32 (2012)

### Regista
- Cena tra amici (Le Prénom), co-diretto con Matthieu Delaporte (2012)
- Il meglio deve ancora venire (Le meilleur reste à venir), co-diretto con Matthieu Delaporte (2019)
- Il conte di Montecristo (Le Comte de Monte-Cristo), co-diretto con Matthieu Delaporte (2024)

### Produttore
- Papa ou Maman, regia di Martin Bourboulon (2015)
- Papa ou Maman 2, regia di Martin Bourboulon (2016)
- Volami via (Envole-moi), regia di Christophe Barratier (2021)

## Opere teatrali
- Le Prénom, con Matthieu Delaporte (2010)
- Un dîner d'adieu, con Matthieu Delaporte (2014)
- Tout ce que vous voulez, con Matthieu Delaporte (2016)
- Par le bout du nez, con Matthieu Delaporte (2020)

## Premi e riconoscimenti
- Premio Molière
  - 2011 – Candidatura al miglior autore vivente per Le Prénom
- Premio César
  - 2013 – Candidatura al miglior adattamento per Cena tra amici